# Новогеоргиевский сельсовет (Курганская область)
Новогеоргиевский сельсовет — упразднённое сельское поселение в Петуховском районе Курганской области Российской Федерации.
Административный центр — село Новогеоргиевка 2-я.
Законом Курганской области от 12 мая 2021 года № 49 к 24 мая 2021 года упразднён в связи с преобразованием муниципального района в муниципальный округ.

## История
Статус и границы сельского поселения установлены Законом Курганской области от 4 ноября 2004 года № 643 «Об установлении границ муниципального образования „Новогеоргиевский сельсовет“, входящего в состав муниципального образования „Петуховский район“».

## Население
| 1989 | 2002 | 2004 | 2010 | 2012 | 2013 | 2014 |
| ---- | ---- | ---- | ---- | ---- | ---- | ---- |
| 1330 | ↘897 | ↘829 | ↘682 | ↘644 | ↘607 | ↘585 |
| 2015 | 2016 | 2017 | 2018 | 2019 | 2020 |      |
| ↘574 | ↘550 | ↘535 | ↘515 | ↘501 | ↘486 |      |

## Состав сельского поселения
| № | Населённый пункт   | Тип населённого пункта       | Население |
| - | ------------------ | ---------------------------- | --------- |
| 1 | Воробьи            | деревня                      | ↘81       |
| 2 | Золотовка          | деревня                      | ↘88       |
| 3 | Новогеоргиевка 2-я | село, административный центр | ↘513      |